# Agelena labyrinthica
Agelena labyrinthica este o specie de păianjeni araneomorfi din familie Agelenidae - păianjeni cunoscuți prin pânza conică.

## Descriere
Lungimea corpului la femele atinge 18 mm, masculii cresc până la 12 mm. Prosoma este galbenă-maro cu două dungi maro întunecate laterale. Opistosoma este maro deschis cu două dungi laterale închise unite prin modele albe-gălbui în formă de săgeată. Organele filiere posterioare sunt alcătuite din două segmente, al doilea fiind mai alungit. Glandele veninoasă sunt tubulare și ajungă până în opistosomă. Spre deosebire de alte Agelenidae, Agelena labyrinthica posedă un set de 4 trihobotrii, perișori senzitivi, pe articolul tarsal al primelor perechi de picioare.

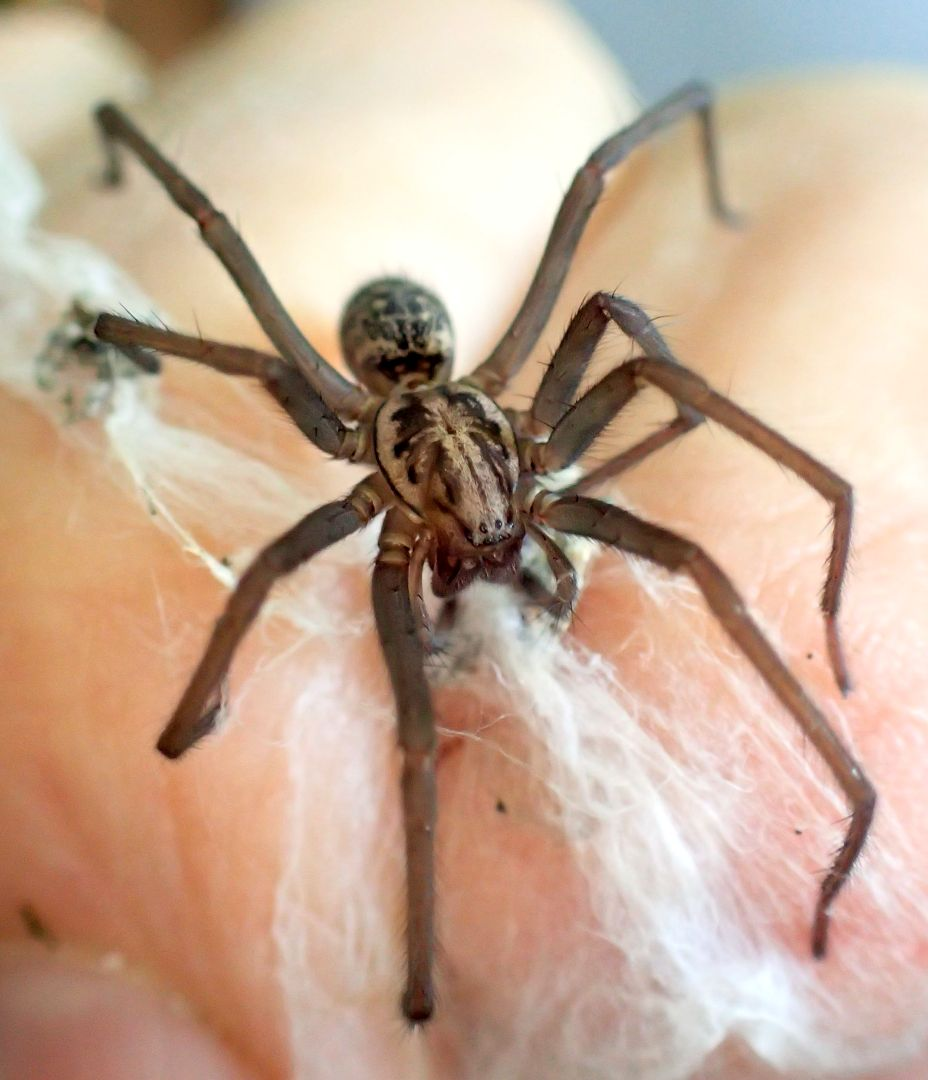
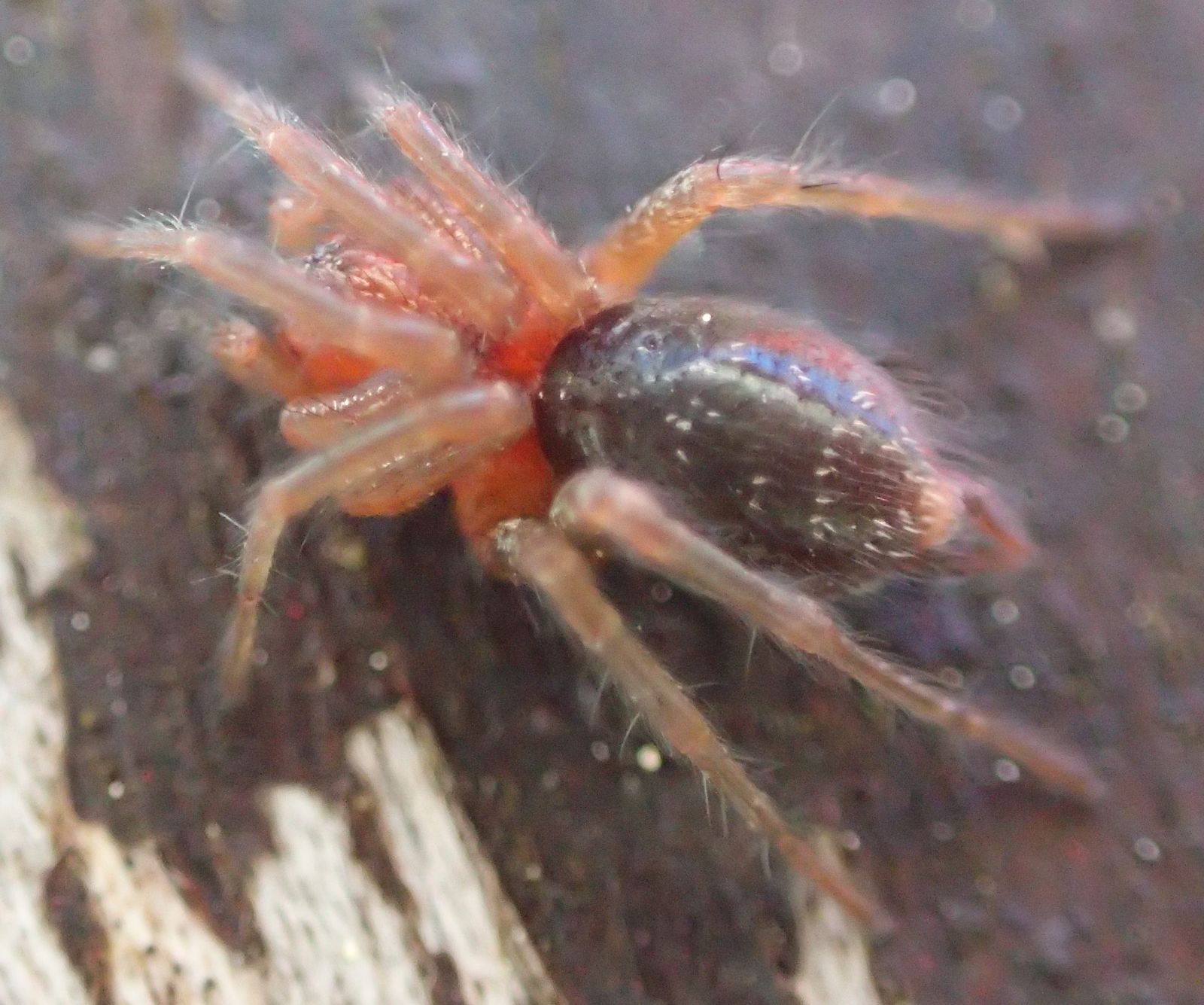
Foarte tânără

## Ecologie
Construiește pânze conice, cu retragere tubulară fiind înconjurată de o pânză orizontală. Plasele sunt amplasate în iarbă sau tufișuri la înălțimi de până la 60 cm de sol, uneori - 1,5 m. Agelena labyrinthica poate fi întâlnită în câmpii, lanuri agricole, păduri, parcuri, grădini.

## Reproducere
Perioada de împerechere începe la mijlocul lunii iulie. Masculul atinge pânza femelei producând oscilații specifice și informând femele despre intenția de acuplare. Femele formează un cocon cu 50-60 de ouă și-l atârnă pe pânză în afara locul de retragere. Ouăle iernează iar juvenilii apar primăvara.

## Răspândire
Agelena labyrinthica are o distribuție aplearctică, frecvent întâlnită în Europa Centrală și de Est.